# Павлов, Валентин Васильевич
Валенти́н Васи́льевич Па́влов (26 июня 1916 — 24 апреля 1974) — советский сотрудник МВД СССР, офицер-танкист в годы Великой Отечественной войны, Герой Советского Союза (24.03.1945). Майор Красной Армии; полковник милиции.

## Биография
Родился 26 июня 1916 года в селе Павловка (с 1960 года село Богатое) в крестьянской семье. Окончил 4 класса школы, затем в 1930 году — школу колхозной молодежи. С 1929 года состоял в комсомоле. Работал табельщиком элеватора в селе Павловка, помощником тракториста в колхозе «Красный путь». В 1933 году окончил судомеханическую школу в Куйбышеве. Работал масленщиком и кочегаром на пароходе «Павел Постышев», затем механиком паровых машин и двигателей внутреннего сгорания на пароходе «Казань» Волжского речного пароходства. 
В 1934 году по комсомольской путёвке направлен на работу в органы внутренних дел, назначен мотористом поста ОСВОД 3-й дивизии конвойных войск НКВД. В январе 1935 года с группой комсомольцев был направлен в Якутск на усиление Управления рабоче-крестьянской милиции НКВД СССР Якутской АССР, там стал практикантом-дактилоскопистом. Через год назначен оперуполномоченным уголовного розыска, в апреле 1940 года — начальником управления ОБХСС, в мае 1940 года — начальником отдела уголовного розыска УНКВД Якутской АССР. Член ВКП(б) с 1939 года. 
В марте 1941 года решением Якутского областного комитета ВКП(б) отозван на хозяйственную работу и назначен начальником автотранспортной конторы «Холбос» в Якутске.
В Красную Армию был призван в апреле 1941 года. Служил в 111-й танковой дивизии в Забайкалье механиком и адъютантом штаба автомобильного батальона. В 1942 году окончил курсы при Иркутском военно-политическом училище. 
Участник Великой Отечественной войны с апреля 1942 года. Воевал комиссаром танковой роты 53-й тяжелой танковой бригады 11-го танкового корпуса. Участвовал в Воронежско-Ворошиловградской оборонительной операции на Брянском фронте, сражался в тяжелых оборонительных боях на Воронежском направлении (районы Задонска, Спасского, Перекоповки). В сражениях Павлов проявил мужество и стойкость, подавал бойцам пример личной отваги. Многократно заменял раненых механиков и водил танки в атаку. Затем участвовал в контрударах под Воронежем в июле-августе 1942 года, в Севской наступательной операции на Центральном фронте.
На фронте Павлов хорошо проявил себя, поэтому в апреле 1943 года был направлен командованием на учёбу на курсах командного состава, окончил их в 1944 году. 
После окончания учёбы с апреля 1944 года — командир танковой роты 65-й Волновахской танковой бригады 11-го танкового корпуса (корпус в разное время придавался разным армиям 1-го Белорусского фронта). Уже в июле стал командиром танкового батальона. На этом посту и в этой бригаде прошёл  боевой путь до Победы. Отличился в Белорусской наступательной операции летом 1944 года, когда танковая рота старшего лейтенанта Павлова первой пробила оборону противника по рубежу государственной границе на реке Западный Буг. Танк Павлова был подбит, сам он 16 часов сопротивлялся врагу, осадившему его танк. Во время этой осады экипажу танка Павлова удалось взорвать три немецких орудия, один дзот и уничтожить несколько десятков немцев.
Командир танкового батальона 65-й танковой бригады 11-го танкового корпуса 69-й армии 1-го Белорусского фронта капитан В. В. Павлов проявил исключительный героизм в ходе Висло-Одерской операции. Прорвавшись в глубокий тыл врага и организовав там засаду на шоссе Цепелюв-Радом, за одну ночь танковому десанту под командованием капитана Павлова удалось уничтожить 2 штурмовых орудия, 45 автомашин, 145 солдат и офицеров, а также захватить две автомашины с ценными оперативными документами, в дополнение ко всему был захвачен вражеский штаб.
В бою за Радом Павлов был ранен, но не ушёл с поля боя. В боях за город Шримм батальон Павлова уничтожил 140 солдат и офицеров, 20 полевых и зенитных пушек, 46 автомашин, 8 тягачей с боеприпасами, сам батальон вышел из боёв почти без потерь.
За десять боевых дней на территории Польши капитан Павлов со своим танковым батальоном нанёс вражеским войскам сильнейший урон: было уничтожено 685 вражеских солдат, 149 офицеров, 2 генерала, 21 танк, 13 самоходных орудий, 32 тягача, 128 автомашин с боеприпасами, 67 пушек разного калибра, 12 артиллерийских батарей, 48 зенитных пушек, 154 миномёта, 298 пулемётов, было захвачено 19 танков, 10 самоходных орудий, 80 самолётов, 362 автомашины, 37 тягачей с боеприпасами, 19 военных складов, 185 пушек разного калибра, 97 зенитных пушек, 150 железнодорожных вагонов. Были взяты в плен 350 вражеских солдат и офицеров и освобождено 500 советских военнопленных. Сам Павлов был представлен к званию Героя Советского Союза.
Указом Президиума Верховного Совета СССР от 24 марта 1945 года за образцовое выполнение заданий командования и проявленные мужество и героизм в боях с немецко-фашистскими захватчиками капитану Валентину Васильевичу Павлову присвоено звание Героя Советского Союза с вручением ордена Ленина и медали «Золотая Звезда».
А война продолжалась… В сражении за удержание и расширение плацдарма в районе Кюстрина 10 февраля 1945 года батальону капитана Павлова в тяжелейших условиях удалось первым из танкистов по неокрепшему льду форсировать Одер и помочь изнемогавшей в боях пехоте удержать захваченный ранее Кюстринский плацдарм. На плацдарме в бою под городом Кюстрин Валентин Васильевич был ранен, но уже через месяц после лечения был на своем посту.
В время Берлинской наступательной операции недалеко от Берлина танк Павлова снова был подбит, а сам капитан был вторично ранен и контужен. Но несмотря на ранения, скоро вернулся в строй и участвовал в боях за Дрезден, Хеймиц, Воймар и другие города.
После войны около года продолжал службу в своём корпусе и даже был направлен в Москву для поступления в военную академию. Но в мае 1946 года майор В. В. Павлов был уволен в запас по требованию руководства МВД.
Вернулся в Якутск и продолжил работу на должности начальника отдела по борьбе с бандитизмом МВД Якутской АССР. В 1947 году В. В. Павлов был избран депутатом Верховного Совета Якутской АССР. В августе 1947 года направлен на учёбу на Курсы подготовки руководящего состав при Высшей школе МВД СССР в Москве. В 1948 году окончил учёбу, в августе 1948 года назначен начальником отдела по борьбе с бандитизмом Ивановского областного Управления МВД СССР. С марта 1950 года работал начальником отдела в Управлении Министерства государственной безопасности СССР по Алтайскому краю, вскоре назначен помощником начальника УМГБ по Алтайскому краю. В августе 1952 года направлен на учебу в Высшую школу МГБ СССР, но после первого семестра отчислен по болезни. С 1953 года работал начальником Управления отдела внутренних дел по городу Симферополю. С 1956 года служил начальником Управления милиции города Днепропетровска. В эти же годы был членом Днепропетровского городского комитета КПСС и членом исполкома Днепропетровского городского Совета депутатов трудящихся. В апреле 1960 года уволен из МВД по выслуге лет.
Жил в Днепропетровске. С ноября 1960 года работал директором грузового автопарка №5, с сентября 1962 года — начальником автобазы горздравотдела. Умер 24 апреля 1974 года. Похоронен на Аллее Героев Запорожского кладбища.

## Награды
- Медаль «Золотая Звезда» № 5152 Героя Советского Союза (24.03.1945);
- орден Ленина (24.03.1945);
- орден Красного Знамени (11.04.1945);
- орден Отечественной войны I степени (24.03.1944);
- два ордена Отечественной войны II степени (23.07.1944, 21.08.1944);
- два ордена Красной Звезды (31.03.1943, …);
- медали СССР, в том числе медаль «За боевые заслуги», медаль «За освобождение Варшавы», медаль «За взятие Берлина»;
- «Заслуженный работник МВД»;
- Почётная грамота Верховного Совета Якутской АССР (1947).

Иностранные
- Орден «Крест Грюнвальда» III степени (Польша);
- Бронзовая звезда (США).

## Память
- В селе Богатое (Самарская область) именем героя названа одна из улиц, на ней в 2004 году установлена мемориальная доска.
- Богатовской средней общеобразовательной школе присвоено имя Героя Советского Союза В. В. Павлова (31.03.2010).
- Его именем был назван грузовой речной теплоход-катамаран (плавал на Волге с 1979 по 2011 годы)[4].
- в Симферополе в 2017 году установлена мемориальная доска на здании городского Управления МВД[5].